# Kościół św. Jana Chrzciciela w Zabrzu
Kościół św. Jana Chrzciciela w Zabrzu-Biskupicach – kościół rzymskokatolicki z 2. połowy XIX wieku w Zabrzu-Biskupicach, wpisany do rejestru zabytków nieruchomych województwa śląskiego.

## Historia
Zlokalizowany przy ul. Bytomskiej 37, ufundowany przez rodzinę Ballestremów, której krypta grobowa znajduje się pod posadzką świątyni. Wzniesiony w latach 1853–1857, konsekrowany 11 listopada 1863 r. – jest najstarszym obiektem sakralnym w Zabrzu.

## Architektura
Obiekt w stylu neogotyckim, murowany z cegły, na planie krzyża łacińskiego. Prezbiterium zamknięte trójboczną absydą. Na osi fasady wysoka wieża w dolnej partii czworoboczna, w górnej ośmioboczna, nakryta wysokim hełmem (o konstrukcji kamiennej) dekorowanym czołgankami, a u nasady sterczynami. Na skrzyżowaniu nawy głównej i transeptu wieżyczka sygnaturki. Elewacje z przyporami nietynkowane z wysokim cokołem tynkowanym, wieńczone fryzem arkadkowym.